# Peter Öttl
Peter Öttl, född 24 mars 1965 i Berchtesgaden, är en tysk roadracingförare som var aktiv i världsmästerskapen i Grand Prix Roadracing i 80-klassen  från säsongen 1987 till säsongen 1989 och i 125-klassen från säsongen 1989 till säsongen 1997. Han är far till roadracingföraren Philipp Öttl.
Öttl körde en Krauser under sina tre år i 80-klassen. Han vann tre Grand Prix-lopp och blev tvåa i ett 1989. 80-klassen kördes endast vid sex Grand Prix, men då Öttl inte tog några poäng i två GP-lopp räckte poängen endast till tredjeplatsen i VM. Detta var sista året som 80cc.klassen kördes och Öttl koncentrerade sig därefter på 125-klassen. Han vann totalt två Grand Prix i klassen, San Marino 1991 och Italien 1996. Bästa VM-placering kom säsongen 1994, då han blev femma med 160 poäng.